# Эскин, Георгий Иосифович
Георгий Иосифович Эскин (30 июля 1933 г., Москва) — советский и российский учёный-металлург, создатель нового научного направления в металлургии — ультразвуковой обработки жидких и кристаллизующихся легких сплавов в поле акустической кавитации. Доктор технических наук, профессор. Лауреат Премии Совета Министров СССР.

## Биография
Георгий Иосифович Эскин родился 30 июля 1933 года в Москве в семье ученых — биологов. Отец — Иосиф Абрамович Эскин (1904—1973), физиолог и эндокринолог, профессор. В 1950 г. окончил школу с золотой медалью и поступил в МВТУ им. Н. Э. Баумана. С 1956 г., получив диплом с отличием по специальности «Металловедение и оборудование термических цехов», до 1967 г. работал на опытном авиационном предприятии ММЗ «Наука», где прошел путь от инженера до начальника лаборатории. В 1962 г. без отрыва от производства защитил кандидатскую диссертацию.
В 1967 г. Г. И. Эскин был принят по конкурсу в ВИЛС — Всесоюзный (ныне Всероссийский) институт лёгких сплавов в качестве старшего научного сотрудника — руководителя группы по исследованию влияния ультразвуковой обработки расплава при непрерывном литье на структуру и свойства слитков из алюминиевых и магниевых сплавов. Проработал в ВИЛС более четырёх десятилетий, занимал должность заведующего научно-исследовательским сектором. В 1982 г. Г. И. Эскин защитил докторскую диссертацию.

## Научная и педагогическая деятельность
Кандидатская диссертация Г. И. Эскина посвящена влиянию ультразвуковой обработки расплава на процессы рафинирования и кристаллизации при точном литье отливок из алюминиевых сплавов. Применение ультразвуковой обработки в процессах рафинирования и затвердевания литейных алюминиевых сплавов позволило повысить качество ряда точных отливок, применяемых в системах кондиционирования летательных аппаратов. Результаты этих исследований нашли отражение в двух монографиях: «Ультразвуковая обработка расплавленного алюминия» («Металлургия», 1965) и «Точное литье деталей авиационных агрегатов из алюминиевых сплавов» («Машиностроение», 1967).
За время работы Г. И. Эскина в ВИЛСе под его руководством было создано новое научное направление в металлургии легких сплавов. Применение ультразвуковой обработки расплава с развитием в жидком и кристаллизующемся металле акустической кавитации открыло новые возможности повышения качества слитков и изготовляемых из них деформированных полуфабрикатов. К ним относятся: формирование в слитках из легких сплавов предельно измельченной недендритной структуры; процессы тонкого фильтрования расплава через многослойные сетчатые фильтры; ультразвуковая дегазация расплава; процесс твердожидкой деформации; ультразвуковое распыление алюминиевых сплавов и ряд других направлений.
Исследования определили перспективы применения ультразвука в поверхностной обработке титановых сплавов с целью очистки и травления, а также определили ряд других аспектов ультразвуковой технологии. Изучение механизма недендритной кристаллизации позволило Г. И. Эскину совместно с другими учеными ВИЛСа (В. И. Добаткин, А. Ф. Белов и др.) обнаружить новую закономерность кристаллизации металлических материалов, которая была зарегистрирована в качестве научного открытия (диплом № 271, 1982 г.).
Г. И. Эскин защитил докторскую диссертацию по исследованию закономерностей ультразвуковой обработки расплава легких сплавов. Результаты проведенных исследований были опубликованы в следующих изданиях: Ультразвуковая обработка расплавленного алюминия, Металлургия, 1965, 1-е изд.; 1988, 2-е пер. и доп. изд.; Ultrasonic Treatment of Light Alloy Melts, Gordon & Breach Science Publishers, 1998; Degassing, Filtration, and Grain Refinement of Light Alloys in a Field of Acoustic Cavitation, глава в книге «Advanced in Sonochemistry», JAI Press Inc., 1996, vol. 4, p. 3; Liquid Metal Processing: Application to Aluminum Alloy Production в соавторстве, Taylor & Francis, 2002, а также в других отечественных и зарубежных журнальных публикациях.
Более 20 лет Г. И. Эскин читал курс лекций по применению ультразвука в металлургических процессах на факультете МИСиС по переподготовке кадров. В соавторстве с другими специалистами МИСиС им был написан ряд учебных пособий, в том числе учебное пособие «Ультразвуковая технология» (М.: Металлургия, 1974) и учебник «Физика и техника мощного ультразвука» (Высшая школа, 1987), переизданный на испанском (1990) и японском (1991) языках.
Под руководством Г. И. Эскина ряд специалистов защитили кандидатские диссертации, в качестве научного консультанта он подготовил к защите двух докторов наук.

## Признание
Г. И. Эскину вместе с другими специалистами в 1986 г. была присуждена Премия Совета Министров СССР в области авиационной металлургии. Член Научных Советов РАН по акустике, ультразвуку и легким сплавам; член Научного Совета при Президиуме РАН «Новые процессы получения и обработки материалов»; член Европейского общества звукохимии; академик Нью-Йоркской академии наук (1995).